# 鶏豆花
鶏豆花（ジードゥファ）は四川料理の1つ。古典的なスープであり、日本では「鶏のおぼろ豆腐風スープ」と紹介されることもあるが、豆腐は用いられない。鶏豆花湯とも。
四川料理としては例外的に麻辣味ではない料理である。

## 作り方
ペースト状にした鶏肉で作る料理である。2000年以上昔から作られている四川の古典料理であり、四川料理の古い宴席には、必ずと言っていいほど登場する一品である。
1. 鶏肉をミンチにし、塩、胡椒、生姜汁を入れて、ペースト状になるまで更に練って下味をつける（今日ではフードプロセッサーなどを使用する）[2][4]。
2. 卵白と水、水溶き片栗粉を加えて更に練る[2]。水が多すぎると固まらず、逆に水が少ないとふわふわした食感が生まれない[2]。
3. 鶏がらで清湯（澄んだスープ）を取り、前記の鶏ミンチを投入して火を通す。この時に清湯が沸騰する場所が複数個所あると固まらずバラバラになるので、沸騰する箇所が1か所になるような火加減が肝要となる[2]。また、鍋の縁などに鶏肉の灰汁がついていると、灰汁が焦げて色も香りも悪くなるので、丁寧な灰汁取りも肝要となる[2][4]。
4. 器に盛りつける。スープが濁らないよう、静かに注ぐことがポイントである[4]。